# Lesnoi (Kaliningrad, Bagrationowsk)
Lesnoi (Лесной, deutsch Wangnicken) war ein Ort in der russischen Oblast Kaliningrad (Gebiet Königsberg (Preußen)). Seine Ortsstelle gehört zum Munizipalkreis Rajon Bagrationowsk (Stadtkreis Preußisch Eylau).

## Geographische Lage
Die Ortsstelle von Lesnoi liegt am Nordufer des Flüsschens Kornewka (deutsch Stradick) im südlichen Westen der Oblast Kaliningrad, 25 Kilometer nordwestlich der einstigen Kreis- und heutigen Rajonshauptstadt Preußisch Eylau (russisch Bagrationowsk).

## Geschichte
Über die Geschichte des Ortes gibt es nur wenige Belege. In der Ordenszeit ist Wangnicken als ein Vorwerk gegründet worden. Bis 1909 war Wangnicken ein Wohnplatz des Gutsbezirks Sollnicken (russisch Medowoje), danach zum Gutsbezirk Tykrigehnen (russisch ebenfalls Medowoje) und – ab 1928 – zur Landgemeinde Sollnicken, jeweils im ostpreußischen Kreis Preußisch Eylau.
Als 1945 in Kriegsfolge das gesamte nördliche Ostpreußen an die Sowjetunion fiel, war auch Wangnicken davon betroffen. Seine anfängliche Einordnung in einen Dorfsowjet ist nicht bekannt, wohl aber gehörte es in den 1950er Jahren zum Kornewski selski Sowet (Dorfsowjet Zinten), der bis 1962 dem Rajon Laduschkin (Ludwigsort) und – nach dessen Auflösung im Jahre 1962 – dem Rajon Bagrationowsk zugeordnet war. Zunächst war der inzwischen „Lesnoi“ genannte Ort noch besiedelt, wurde dann aber aufgegeben und nicht mehr offiziell genannt. Er scheint in der heutigen Siedlung Medowoje aufgegangen zu sein, amtlich gilt er als untergegangen.

## Religion
Bis 1945 war Wangnicken in das Kirchspiel der evangelischen Kirche Kreuzburg (Ostpreußen) (russisch Slawskoje) in der Kirchenprovinz Ostpreußen der Kirche der Altpreußischen Union eingepfarrt.

## Verkehr
Die Ortsstelle von Lesnoi resp. Wangnicken liegt am Endpunkt eines Landweges, der von Medowoje dorthin führt.